# 西尤宁 (爱荷华州)
西尤宁（West Union）是美国艾奥瓦州费耶特县的城市和县城。2010年美国人口普查时人口为2486人。

## 历史
西尤宁原来叫做Knob Prairie，它是由威廉·威尔斯创立的，以他的家乡命名，也叫西尤宁，在俄亥俄州。